# Omiodes cuniculalis
Omiodes cuniculalis là một loài bướm đêm trong họ Crambidae.